# サラダチキン

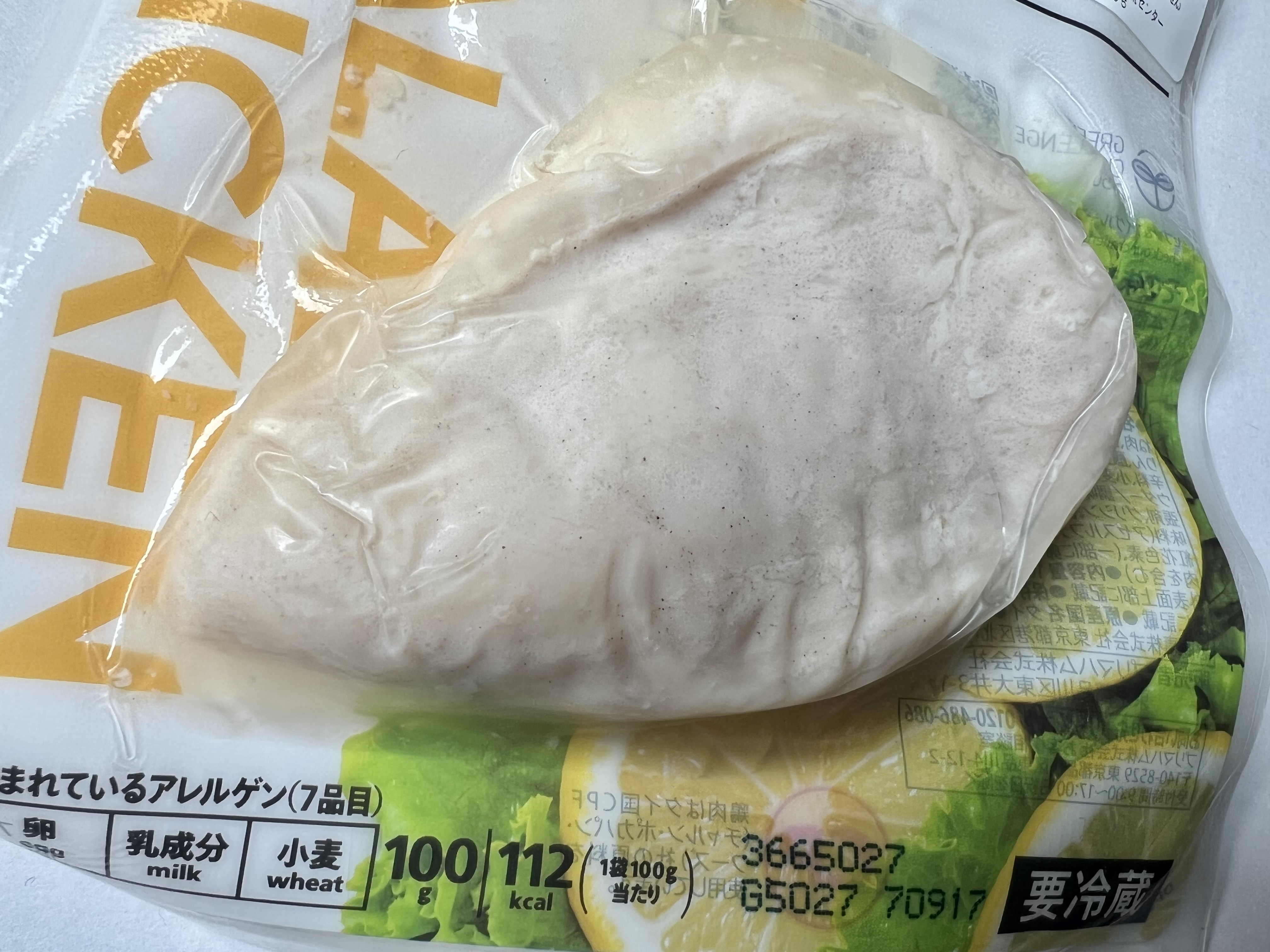
一般的なコンビニエンスストアで購入したサラダチキン

サラダチキンとは、鶏の胸肉やささみ肉を蒸して薄く味付けした食べ物である。

## 概要
蒸した鶏の胸肉にハーブ、レモン、ガーリック、スモークなどで味付けを加え、真空パックした惣菜。裂いて野菜の上に載せるだけでサラダの具材となる。胸肉を使用しているために脂質やカロリーが少なく高タンパクであり、健康志向の高まりから人気を得ている。
サラダの具材として使用するだけではなく、そのままかぶりついて食べたり、サラダ以外の様々な料理にアレンジして用いたりするなど用途も広がっている。
「サラチキ」の略称でも使用されている。

## 歴史
岩手県大船渡市の食品加工会社アマタケが、喫茶店チェーンのサンドイッチ具材用に開発したハーブ風味の鶏胸肉加工品を、家庭用として2001年に「サラダチキン」として初めて商品化し、スーパーマーケットで販売した。当初は皮付きで販売していたが、2014年に皮を取る改良を施し、カロリーを大幅に減らしたことでブレイクしたという。
2013年、セブンイレブンとプリマハムがコンビニエンスストア向け商品を共同開発し、同年11月よりセブンイレブンがコンビニエンスストアで最初に取り扱いを開始。テスト販売では2か月の予定分が2週間で売り切れた。翌2014年にはローソンもプライベートブランドとして発売を開始するなど、他のコンビニチェーンもこれに追随した。その後は市場拡大が進んでおり、富士経済によれば、2017年の市場規模は前年比44.6%増の269億円に上ると見込まれ、今後も順調に拡大するとみられる。各社は味のバリエーションの充実や、スティックタイプや切り落としタイプの導入などによる更なる利用シーンの拡大を図っている。
2019年8月1日よりPascoからサラダチキンを使った惣菜パン「サラダチキンパン」の販売が決定（関東、中部、関西、中国、四国地区）。
なお、7月1日は元祖サラダチキンであるアマタケがサラダチキンを商品化したとして「アマタケサラダチキンの日」と日本記念日協会で正式に登録された。